# F.I.S.T.
F.I.S.T. is een Amerikaanse film uit 1978  van regisseur Norman Jewison. De film is gebaseerd op het levensverhaal van Jimmy Hoffa, een Amerikaans vakbondsleider die banden met de maffia had en in 1975 spoorloos verdween. 
De hoofdrol wordt vertolkt door Sylvester Stallone, die Johny Kovak speelt, een magazijnmedewerker uit Cleveland. In tegenstelling tot de verdwijning van Hoffa, werd Kovak aan het einde van de film neergeschoten, zonder de afloop te tonen. Bijrollen waren er onder andere voor Rod Steiger, Peter Boyle en Anthony Kiedis (Red Hot Chili Peppers).

## Rolverdeling
| Acteur             | Personage                  |
| ------------------ | -------------------------- |
| Sylvester Stallone | Johnny Kovak               |
| Rod Steiger        | Senator Andrew Madison     |
| Peter Boyle        | Max Graham                 |
| Melinda Dillon     | Anna Zarinkas / Anna Kovak |
| Anthony Kiedis     | Kevin Kovak                |
| Tony Mendia        | Michael Kovak              |
| David Huffman      | Abe Belkin                 |
| Kevin Conway       | Vince Doyle                |
| Tony Lo Bianco     | Anthony "Babe" Milano      |
| Cassie Yates       | Molly                      |
| Rozsika Halmos     | Mrs. Kovak                 |
| Elena Karam        | Mrs. Zarinkas              |
| Peter Donat        | Arthur St. Clair           |
| Frank McRae        | Lincoln Dombrowsky         |
| Henry Wilcoxon     | Win Talbot                 |
| Richard Herd       | Mike Monahan               |
| Ken Kercheval      | Bernie Marr                |
| James Karen        | Mr. Andrews                |
| John Lehne         | Mr. Gant                   |
| Stuart Gillard     | Phil Talbot                |
| Brian Dennehy      | Frank Vasko                |
| Nada Rowand        | Mrs. Vasko                 |
| Deanne Fator       | Aggie Vasko                |
| Sam Chew Jr.       | Peter Jacobs               |
| Jack Slate         | Bob Wilson                 |
| James Jeter        | Mike Quinn                 |
| Ron Delagardelle   | Mr. Samuels                |
| Hugo Bolba         | Zigi                       |
| M. Patrick Hughes  | Jocko                      |
| Reid Cruickshanks  | Mr. McGuinn                |
| Chuck Gradi        | "Jugs" Jugovich            |
| Earl Montgomery    | Russell Langley            |
| John Bleifer       | Mishka                     |
| Vincent Williams   | Mr. Burke                  |
| Bruce McGill       | Hitman (uncredited)        |